# Can't Stay Away (Darin)
Can't Stay Away è un singolo del cantante svedese Darin, pubblicato a 9 anni di distanza dal precedente So Yours ed estratto dall'EP My Purple Clouds. Il brano ha permesso al cantante di acquisire popolarità anche al di fuori delle sue terre d'origine ed il video rievoca i tempi in cui era maggiormente diffusa la disco music. In Italia ha esordito nella top 20 dei brani più trasmessi in radio.
In tutta Europa ha ottenuto un notevole successo radiofonico.

## Classifiche
| Classifica (2022) | Posizione massima |
| ----------------- | ----------------- |
| Svezia            | 73                |